# Rastitelnost Turkestanica
Rastitelnost Turkestanica (abreviado Rastitel'n. Turkestana) es un libro con ilustraciones y descripciones botánicas que fue escrito por el  biólogo, glaciólogo, botánico, briólogo, pteridólogo y profesor ruso Borís Fédchenko y publicado en San Petersburgo en el año 1915.